# Interlude (песня Моррисси и Сьюзи Сью)
«Interlude» — сингл Моррисси и Сьюзи Сью, выпущенный в августе 1994 года и кредитованный «Morrissey & Siouxsie».

## Список композиций

### 7" виниловая пластинка & кассета
1. «Interlude» (George De La Rue / Hal Shaper)
2. «Interlude (extended)»

### 12" виниловая пластинка & CD
1. «Interlude»
2. «Interlude (extended)»
3. «Interlude (instrumental)»

| Страна | Лейбл      | Формат                  | Номер по каталогу |
| ------ | ---------- | ----------------------- | ----------------- |
| UK     | Parlophone | 7" виниловая пластинка  | R6365             |
| UK     | Parlophone | 12" виниловая пластинка | 12R6365           |
| UK     | Parlophone | CD                      | CDR6365           |
| UK     | Parlophone | Кассета                 | TCR6365           |